# Go-Tsuchimikado
Keizer Go-Tsuchimikado (後土御門天皇, Go-tsuchimikado-tennō) (3 juli 1442 – 21 oktober 1500) was de 103e keizer van Japan, volgens de traditionele opvolgingsvolgorde. Hij regeerde van 21 augustus 1464 tot aan zijn dood.

## Genealogie
Go-Tsuchimikado was vernoemd naar de voormalige keizer Tsuchimikado. Het voorvoegsel go- (後), kan worden vertaald als “later” of “tweede”, waardoor zijn naam vrij vertaald “Tsuchimikado de tweede” betekent. Zijn persoonlijke naam (imina) was Fusahito-shinnō (成仁親王).
Hij was de oudste zoon van keizer Go-Hanazono. Zijn moeder was Ōinomikado (Fujiwara) Nobuko (大炊御門(藤原)信子), dochter van Fujiwara Takanaga (藤原高長). Go-Tsuchimikado had zelf een vrouw en twee hofdames, met wie hij acht kinderen kreeg.

## Leven
Go-Tsuchimikado volgde in 1464 zijn vader op. Kort na zijn troonsbestijging brak de Onin-oorlog uit. Vele tempels, schrijnen en landhuizen werden in deze oorlog platgebrand. Tevens putte de oorlog de financiële reserves van het keizerlijk hof enorm uit. Na de oorlog was er niet veel animo om de oude ceremoniën van het hof weer nieuw leven in te blazen.
Go-Tsuchimikado’s regeerperiode was met 36 jaar en 61 dagen destijds de langste regeerperiode van een Japanse keizer ooit. Dit record werd voor het eerst verbroken door keizer Meiji.
Door de oorlog was er na de dood van Go-Tsuchimikado geen geld beschikbaar om een officiële begrafenisceremonie te betalen. Zijn lijk werd daarom een maand in het paleis bewaard om de financiën rond te krijgen.

## Perioden
Go-Tsuchimikado’s regeerperiode omvat de volgende tijdsperioden van de Japanse geschiedenis:
- Kanshō (1460-1466)
- Bunshō (1466-1467)
- Ōnin (1467-1469)
- Bunmei (1469-1487)
- Chōkyō (1487-1489)
- Entoku (1489-1492)
- Meiō (1492-1501)

* Regent Jingu staat niet op de traditionele lijst.